# Elena Burkard
Elena Burkard (* 10. Februar 1992 in Freudenstadt, Baden-Württemberg) ist eine deutsche Leichtathletin, die sich auf Hindernis- und Crossläufe spezialisiert hat und auch Mittelstrecken- und Langstreckenläufe absolviert.

## Berufsweg
Nach dem Abitur mit einem Notenschnitt von 1,3 am Richard von Weizsäcker-Gymnasium  in Baiersbronn begann Burkard im Spätsommer 2012 mit einem Sportstipendium ein Chemiestudium an der University of San Francisco (USF). Den Studienwunsch Lebensmittelchemie konnte sie nicht verwirklichen, da diese Fachrichtung an der USF nicht angeboten wurde. Ursprünglich hatte Burkard nur ein einjähriges Auslandsstudium geplant, doch dann wollte sie nicht mehr nach Deutschland zurück, und schließlich wurde das Stipendium nach fünf Jahren nicht mehr verlängert. Da die Universität Tübingen die einzige Uni war, die sie mit ihrem amerikanischen Chemie-Bachelor für ein Master-Studium aufnahm, studiert Burkard dort Chemie auf Master.

## Sportliche Karriere
Elena Burkard war in der Jugend auch im Pferdesport und Sommerbiathlon aktiv. 2009 holte sie in Zinnwald mit der 3-mal-3-Kilometer-Staffel Bronze bei den Deutschen Meisterschaften im Sommerbiathlon. Seit ihrem 17. Lebensjahr verschrieb sie sich dem Langstreckenlauf.
2010 holte Burkard in ihrem ersten A-Jugendjahr (U20) Bronze über 3000 Meter bei den Deutschen Jugendmeisterschaften und kam in Albufeira (Portugal) bei den Crosslauf-Europameisterschaften auf den 21. Rang in der U20-Klasse.
2011 verbesserte sie sich bei den Crosslauf-Europameisterschaften in Velenje (Slowenien) auf den 11. Platz im Einzelwettbewerb und errang Bronze in der U20-Mannschaftswertung.
2012 wurde Burkard in Ohrdruf mit der Mannschaft Deutsche Crosslauf-Vizemeisterin und erreichte den 6. Platz in der Einzelwertung. Bei den Deutschen Meisterschaften in Wattenscheid kam sie im 5000-Meter-Lauf auf den 8. Platz. Im Spätsommer nahm Burkard ein Sportstipendium an der University of San Francisco auf.
2014 trat Burkard in Löningen bei den Deutschen Crosslaufmeisterschaften an und belegte den 5. Platz. Bei den Deutschen Meisterschaften in Ulm holte sie Bronze über 5000 Meter.
2017 kehrte Burkard aus San Francisco zurück, wo sie bis Mai studierte. Im 1500-Meter-Lauf erreichte sie bei den Deutschen Meisterschaften in Erfurt den 4. Platz. Im November kam Burkard beim traditionell top besetzten Crosslauf in Tilburg (Niederlande) über die 8,3 km lange Strecke auf den Bronzerang. Im Dezember belegte sie bei den Crosslauf-Europameisterschaften in Šamorín (Slowakei) Platz 5 im Einzel und Platz 6 mit der Mannschaft.
2018 bestritt Burkard keine Hallensaison und ging über Ostern ins Trainingslager nach Italien, da sie ihren Schwerpunkt auf den 1500-Meter-Lauf legen wollte. Im März errang sie in Ohrdruf den Meistertitel bei den Deutschen Crosslaufmeisterschaften. Im September 2017 hatte Burkard mit dem Hindernislauf begonnen und bestritt im Mai beim 28. Läufermeeting in Pliezhausen ihr erstes Hindernisrennen, über 2000 m belegte sie in 6:20,82 min den 2. Platz. Bei ihrem zweiten Hindernislauf beim Meeting National in Montbéliard (Frankreich) siegte Burkard in 9:36,93 min über 3000 m, womit sie nicht nur die Norm (9:45,00 min) über diese Distanz für die Europameisterschaften in Berlin schaffte, sondern sich auch auf Platz vier der europäische Bestenliste und Platz 1 der deutschen Bestenliste platzierte. Beim Diamond League Meeting de Paris Ende Juni unterbot sie mit 9:40,18 min erneut die EM-Norm und unterstrich ihre Form Anfang Juli in der Schweiz bei der Spitzen Leichtathletik Luzern mit einer neuen persönlichen Bestleistung über 3000 Meter Hindernis von 9:34,51 min In Nürnberg trat Burkard beim 1500-Meter-Lauf an und wurde mit persönlicher Bestleistung von 4:06,51 min Deutsche Vizemeisterin. In Berlin erreichte sie mit einer weiteren persönlichen Bestleistung von 9:29,76 min auf der 3000-Meter-Hindernisdistanz den 6. Platz bei den Europameisterschaften.
2019 konnte sie bei den Deutschen Crosslaufmeisterschaften ihren Titel verteidigen.
2020 nahm Burkard wegen der späten Weltmeisterschaften und der damit verbundenen kurzen Saisonvorbereitung sowie der Konzentration auf die Olympischen Spiele in Tokio wie andere Spitzensportler und Spitzensportlerinnen nicht an den Deutschen Crosslaufmeisterschaften teil. Während der anschließenden durch die COVID-19-Pandemie beeinträchtigte Freiluftsaison startete sie am 26. Juni bei den Schweizermeisterschaften über 10’000m und im Steeple in Uster. Im August 2020 sicherte sich Elena Burkard in 9:50,31 min. den Meistertitel über 3000 Meter Hindernis bei den Deutschen Meisterschaften in Braunschweig.
In der durch die COVID-19-Pandemie stark eingeschränkten Hallensaison 2021 erreichte sie bei den Deutschen Hallenmeisterschaften über 3000 Meter den dritten Platz und qualifizierte sich für die Teilnahme an den Halleneuropameisterschaften im polnischen Toruń. Dort kam sie mit neuer persönlicher Bestleistung als siebte Läuferin ins Ziel.
Bei den Leichtathletik-Europameisterschaften 2022 in München erreichte Burkhard das Finale über die 3000 Meter Hindernis, in dem sie in 9:39,63 min den 12. Platz belegte.

## Vereinszugehörigkeiten
Elena Burkard startet für die LG farbtex Nordschwarzwald (bis 2012 LG Badenova Nordschwarzwald), erster Verein war der SV Mitteltal-Obertal.

## Persönliche Bestleistungen
(Stand: 5. September 2021)
Halle
- 800 m: 2:11,49 min, Sindelfingen, 27. Januar 2018
- 1500 m: 4:11,11 min, Dortmund, 7. Februar 2021
- 3000 m: 8:51,09 min, Toruń, 5. März 2021
- 5000 m: 16:22,41 min, Seattle (Washington), 12. Februar 2016

Freiluft
- 800 m: 2:03,60 min, Köngen, 18. Juli 2018
- 1000 m: 2:39,05 min, Chorzów, 5. September 2021
- 1500 m: 4:06,51 min, Nürnberg, 22. Juli 2018
- 3000 m: 8:40,46 min, Rovereto, 31. August 2021
- 5000 m: 15:12,17 min, Tübingen, 16. Juni 2018
- 2000 m Hindernis: 6:15,28 min, Pliezhausen, 8. Mai 2021
- 3000 m Hindernis: 9:27,81 min, Stockholm, 4. Juli 2021

## Erfolge
national
- 2009: 3. Platz Deutsche Meisterschaften im Sommerbiathlon (3 × 3 km)
- 2010: 3. Platz Deutschen Jugendmeisterschaften (U20) (3000 m)
- 2012: Deutsche Crosslauf-Vizemeisterin (Mannschaft)
- 2012: 6. Platz Deutsche Crosslaufmeisterschaften (einzel)
- 2012: 8. Platz Deutsche Meisterschaften (5000 m)
- 2014: 3. Platz Deutsche Meisterschaften (5000 m)
- 2017: 4. Platz Deutsche Meisterschaften (1500 m)
- 2018: Deutsche Meisterin (Cross – 5,2 km)
- 2018: Deutsche Vizemeisterin (1500 m)
- 2019: Deutsche Meisterin (Cross – 5,1 km)
- 2020: Deutsche Meisterin (3000 m Hindernis)

international
- 2011: Crosslauf-Vizeeuropameisterin (U20-Mannschaft)
- 2010: 21. Platz Crosslauf-Europameisterschaften (U20-Einzel)
- 2011: 3. Platz Crosslauf-Europameisterschaften (U20-Mannschaft)
- 2011: 11. Platz Crosslauf-Europameisterschaften (U20-Einzel)
- 2017: 5. Platz Crosslauf-Europameisterschaften (Einzel)
- 2017: 6. Platz Crosslauf-Europameisterschaften (Mannschaft)
- 2018: 6. Platz Europameisterschaften (3000 m Hindernis)
- 2018: 6. Platz Crosslauf-Europameisterschaften (Einzel)
- 2018: 3. Platz Crosslauf-Europameisterschaften (Mannschaft)
- 2019: 23. Platz Crosslauf-Weltmeisterschaften (Einzel)
- 2022: 12. Platz Europameisterschaften (3000 m Hindernis)

## Videolinks
- Portrait Lauftalent Elena Burkard – SWR Aktuell Baden-Württemberg, vom 21. Juli 2018, 19:30 Uhr (mp4 6 MB)